# Змајеви спасавају принцезу (стрип)
Змајеви спасавају принцезу је 4а епизода стрип серијала Кобра. Објављена је у магазину Ју стрип, бр. 178/1, који је тада још увек излазио као посебно издање ЕКС алманаха у издању Дечјих новина. Цена магазина износила је 10 динара. Свеска је објављена 10.07.1979. год. Сценарио је написао Светозар Обрадовић, а епизоду нацртао Бранислав Керац. Епизода је имала 18 страна. Нацртана је између 01.09-07.10.1978.

## Кратак садржај
Обилазећи коњима терен у пустињи за снимање каскадерских сцена, Кобра и режисерка Аманда наилазе на тројицу разбојника којима се покварио аутомобил. Пљачкаши су опљачкали банку у Ајрон Хорсу и беже од полиције. Узимају оба коња и Аманду као таоца. Након неколико минута стиже полиција, која заједно са Кобром креће у потеру. Бандити су се зауставили испред огромне стене, попели се на њу и запретили да ће убити Аманду ако полицајци покушају да им приђу. Шеф банде од полиције тражи аутомобил у замену за Аманду. Док полиција преговара са пљачкашиа, Кобра одлучује да се умеша на свој начин. Он и још један полицијац изнајмљују змајеве којима долазе разбојницима иза леђа.

## Нејасноће око нумерације епизоде
Ово је заправо 5. епизода по реду, иако су је аутори обележили као епизоду 4а, што је крајње неуобичајено. Епизода 11а, под називом Морске радости је такође обележена на овакав начин, иако је она била 13. по реду. Од 14. епизоде (Анђео пакла), аутори су сами направили ренумерацију и уважили ове чињенице.